# クリス・ボイド
クリス・ボイド（Kris Boyd, 1983年8月18日 - ）は、スコットランドの元サッカー選手。スコットランド南西部ノース・エアシャーのアーバイン出身。

## 略歴

### キルマーノック
ボイドは、スコットランドのキルマーノックFCでプロのサッカー選手としてデビューした。彼のデビュー戦は、2000-01シーズンの最後の試合で、対戦相手はセルティックだった。次のシーズンでは、アリー・マッコイストとクリストファー・コウカードがクラブから離脱したことによって、ボイドにレギュラー出場のチャンスが巡ってきた。彼はこのシーズンを通じて5得点を挙げた。
2002-03シーズンで、ボイドは12得点を挙げ、キルマーノックで最も優れた若手選手として表彰された。彼はまた、スコットランド代表のU-21チームでレギュラーの位置を獲得した。続くシーズンでもボイドは15得点を挙げた。
2004-05シーズンもボイドはキルマーノックに所属し、ゴールネットを揺らし続けた。2004年9月に行われたダンディー・ユナイテッドを相手とした試合では、全5得点が全てボイドによるものだった。もちろん試合は5-2でキルマーノックが勝利している。この記録は、レンジャーズのケニー・ミラーがセント・ミレンFCを相手に5得点を挙げたものに並ぶものであった。
2005-06シーズンでも、ボイドは力強いプレーによってキルマーノックに貢献し続けた。その活躍振りは、イングランドのチャンピオンシップ・リーグのカーディフ・シティとシェフィールド・ウェンズデイの関心を喚び、両者から50万ポンド（約1億2000万円）におよぶ契約を持ちかけられたが、ボイドはそれらを断った。

### レンジャーズ
2005年12月22日、ボイドがレンジャーズとの契約にサインしたことが、1月の移籍期間に報じられた。彼が公式にレンジャーズの一員になったのは2006年1月1日である。このシーズン途中における珍しい移籍劇において、彼は本来キルマーノックFCがボイドに払わねばならない4万ポンドの半額を権利放棄し、かつて彼自身が恩恵をうけた同クラブの若手育成プログラムに寄付した。
ボイドのレンジャーズでのデビュー戦は2006年1月7日に行われたスコティッシュ・カップの第3ラウンドで、対戦相手はピーターヘッドFCだった。彼はそこでハットトリックを決め、チームは5-0で勝利した。彼はこのシーズンを前半はキルマーノックFCで、後半をレンジャーズFCで過ごすことになったが、移籍前に20得点、移籍後にさらに17得点を挙げており、計37得点を計上したことになる。こうして彼は「1シーズン中に2つのクラブでそれぞれ最高得点を挙げた選手」という栄誉を手にした。
2006-07シーズンの最初の試合で、彼は新監督のポール・ル・グエンによってレギュラーから外されてしまった。ボイドの不在はその後2試合続き、それぞれ2-2（vsダンディー・ユナイテッド）と1-1（vsダンファームリン）で引き分けに終わっている。彼は2006年8月19日のハーツ戦から戦線に復帰し、2得点を挙げ2-0でチームを勝利に導いた。ボイドは続く週でも古巣のキルマーノックFC相手に2得点を挙げたが、試合は2-2で引き分けに終わった。彼はまた、ダンファームリンを相手取ったCISカップの試合で、ゴールキーパーのアラン・マクレガーが約85ヤード（約77メートル）「ぶっ飛ばした」ボールを、30ヤード（約27メートル）のロングボレーシュートによって得点した。

### ミドルズブラ
2010年8月、ミドルズブラFCへ2年契約で移籍。27試合で6得点を挙げる。

### ノッティンガム・フォレスト
2011年冬、ノッティンガム・フォレストFCにレンタル移籍し、10試合で6得点を挙げる。

### エスキシェヒルスポル
2011年7月8日、トルコ・シュペルリガのエスキシェヒルスポルに移籍。

### スコットランド代表
ボイドのスコットランド代表チームでのデビューは、2006年5月11日に日本で行われたキリンカップで、相手はブルガリア代表だった。ボイドはそこで2得点をあげ、チームは5-1で勝利している。EURO 2008の予選では、フェロー諸島代表を相手に2得点を挙げた。

## 所属クラブ
- キルマーノックFC 2000-2006
- レンジャーズFC 2006-2010
- ミドルズブラFC 2010-2011

→  ノッティンガム・フォレストFC 2011 (loan)
- エスキシェヒルスポル 2011
- ポートランド・ティンバーズ 2012
- キルマーノックFC 2013-2014
- レンジャーズFC 2014-2015
- キルマーノックFC 2015-2019

## 個人成績

### クラブでの成績
| クラブ成績     | クラブ成績                   | クラブ成績                             | リーグ | リーグ | カップ           | カップ           | リーグ杯 | リーグ杯 | 国際大会       | 国際大会       | 通算 | 通算 |
| シーズン       | クラブ                       | リーグ                                 | 出場   | 得点   | 出場             | 得点             | 出場     | 得点     | 出場           | 得点           | 出場 | 得点 |
| スコットランド | スコットランド               | スコットランド                         | リーグ | リーグ | スコットランド杯 | スコットランド杯 | リーグ杯 | リーグ杯 | ヨーロッパ     | ヨーロッパ     | 通算 | 通算 |
| -------------- | ---------------------------- | -------------------------------------- | ------ | ------ | ---------------- | ---------------- | -------- | -------- | -------------- | -------------- | ---- | ---- |
| 2000-01        | キルマーノックFC             | スコティッシュ・プレミアリーグ         | 1      | 0      | 0                | 0                | 0        | 0        | 0              | 0              | 1    | 0    |
| 2001-02        | キルマーノックFC             | スコティッシュ・プレミアリーグ         | 28     | 4      | 2                | 0                | 1        | 0        | 1              | 0              | 32   | 4    |
| 2002-03        | キルマーノックFC             | スコティッシュ・プレミアリーグ         | 38     | 12     | 1                | 0                | 1        | 0        | 0              | 0              | 40   | 12   |
| 2003-04        | キルマーノックFC             | スコティッシュ・プレミアリーグ         | 37     | 15     | 2                | 0                | 1        | 0        | 0              | 0              | 40   | 15   |
| 2004-05        | キルマーノックFC             | スコティッシュ・プレミアリーグ         | 30     | 17     | 3                | 2                | 2        | 0        | 0              | 0              | 35   | 19   |
| 2005-06        | キルマーノックFC             | スコティッシュ・プレミアリーグ         | 19     | 15     | 0                | 0                | 1        | 2        | 0              | 0              | 20   | 17   |
| 2005-06        | レンジャーズFC               | スコティッシュ・プレミアリーグ         | 17     | 17     | 2                | 3                | 0        | 0        | 2              | 0              | 21   | 20   |
| 2006-07        | レンジャーズFC               | スコティッシュ・プレミアリーグ         | 32     | 20     | 1                | 2                | 2        | 1        | 9              | 3              | 44   | 26   |
| 2007-08        | レンジャーズFC               | スコティッシュ・プレミアリーグ         | 28     | 14     | 6                | 6                | 3        | 5        | 4              | 0              | 41   | 25   |
| 2008-09        | レンジャーズFC               | スコティッシュ・プレミアリーグ         | 35     | 27     | 5                | 1                | 4        | 3        | 2              | 0              | 46   | 31   |
| 2009-10        | レンジャーズFC               | スコティッシュ・プレミアリーグ         | 31     | 23     | 5                | 3                | 2        | 0        | 2              | 0              | 40   | 26   |
| イングランド   | イングランド                 | イングランド                           | リーグ | リーグ | FAカップ         | FAカップ         | FLカップ | FLカップ | ヨーロッパ     | ヨーロッパ     | 通算 | 通算 |
| 2010-11        | ミドルズブラFC               | フットボールリーグ・チャンピオンシップ | 27     | 6      | 1                | 0                | 1        | 0        | 0              | 0              | 29   | 6    |
| 2010-11        | ノッティンガム・フォレストFC | フットボールリーグ・チャンピオンシップ | 10     | 6      | 0                | 0                | 0        | 0        | 0              | 0              | 10   | 6    |
| トルコ         | トルコ                       | トルコ                                 | リーグ | リーグ | トルコ杯         | トルコ杯         | リーグ杯 | リーグ杯 | ヨーロッパ     | ヨーロッパ     | 通算 | 通算 |
| 2011           | エスキシェヒルスポル         | シュペルリガ                           | 2      | 0      | 0                | 0                | –        | –        | 0              | 0              | 2    | 0    |
| アメリカ       | アメリカ                     | アメリカ                               | リーグ | リーグ | USオープン杯     | USオープン杯     | リーグ杯 | リーグ杯 | 北中米カリブ海 | 北中米カリブ海 | 通算 | 通算 |
| 2012           | ポートランド・ティンバーズ   | メジャーリーグサッカー                 | 0      | 0      | 0                | 0                | –        | –        | –              | –              | 0    | 0    |
| 通算           | スコットランド               | スコットランド                         | 296    | 164    | 27               | 17               | 17       | 11       | 20             | 3              | 360  | 195  |
| 通算           | イングランド                 | イングランド                           | 37     | 12     | 1                | 0                | 1        | 0        | 0              | 0              | 39   | 12   |
| 通算           | トルコ                       | トルコ                                 | 2      | 0      | 0                | 0                | –        | –        | 0              | 0              | 2    | 0    |
| 通算           | アメリカ                     | アメリカ                               | 0      | 0      | 0                | 0                | –        | –        | 0              | 0              | 0    | 0    |
| 総通算         | 総通算                       | 総通算                                 | 335    | 176    | 28               | 17               | 18       | 11       | 20             | 3              | 401  | 207  |

### 代表での得点
| #  | 日時          | 場所         | 対戦相手         | スコア | 最終結果 | 大会               |
| -- | ------------- | ------------ | ---------------- | ------ | -------- | ------------------ |
| 1. | 2006年5月1日  | 神戸市       | ブルガリア       | 1–0    | 5–1      | キリンカップ       |
| 2. | 2006年5月1日  | 神戸市       | ブルガリア       | 2–1    | 5–1      | キリンカップ       |
| 3. | 2006年9月2日  | グラスゴー   | フェロー諸島     | 3–0    | 6–0      | UEFA EURO 2008予選 |
| 4. | 2006年9月2日  | グラスゴー   | フェロー諸島     | 5–0    | 6–0      | UEFA EURO 2008予選 |
| 5. | 2007年3月24日 | グラスゴー   | ジョージア       | 1–0    | 2–1      | UEFA EURO 2008予選 |
| 6. | 2007年8月22日 | アバディーン | 南アフリカ共和国 | 1–0    | 1–0      | 親善試合           |
| 7. | 2007年9月8日  | グラスゴー   | リトアニア       | 1–0    | 3–1      | UEFA EURO 2008予選 |

## タイトル
クラブ
 レンジャーズFC
- スコティッシュ・プレミアリーグ (2) : 2008-09, 2009-10
- スコティッシュカップ (2) : 2007-08, 2008-09
- スコティッシュリーグカップ (2) : 2007-08, 2009-10

個人
- スコティッシュ・プレミアリーグ得点王 2005-06, 2006-07, 2008-09, 2009-10